# Trzęsak mózgowaty

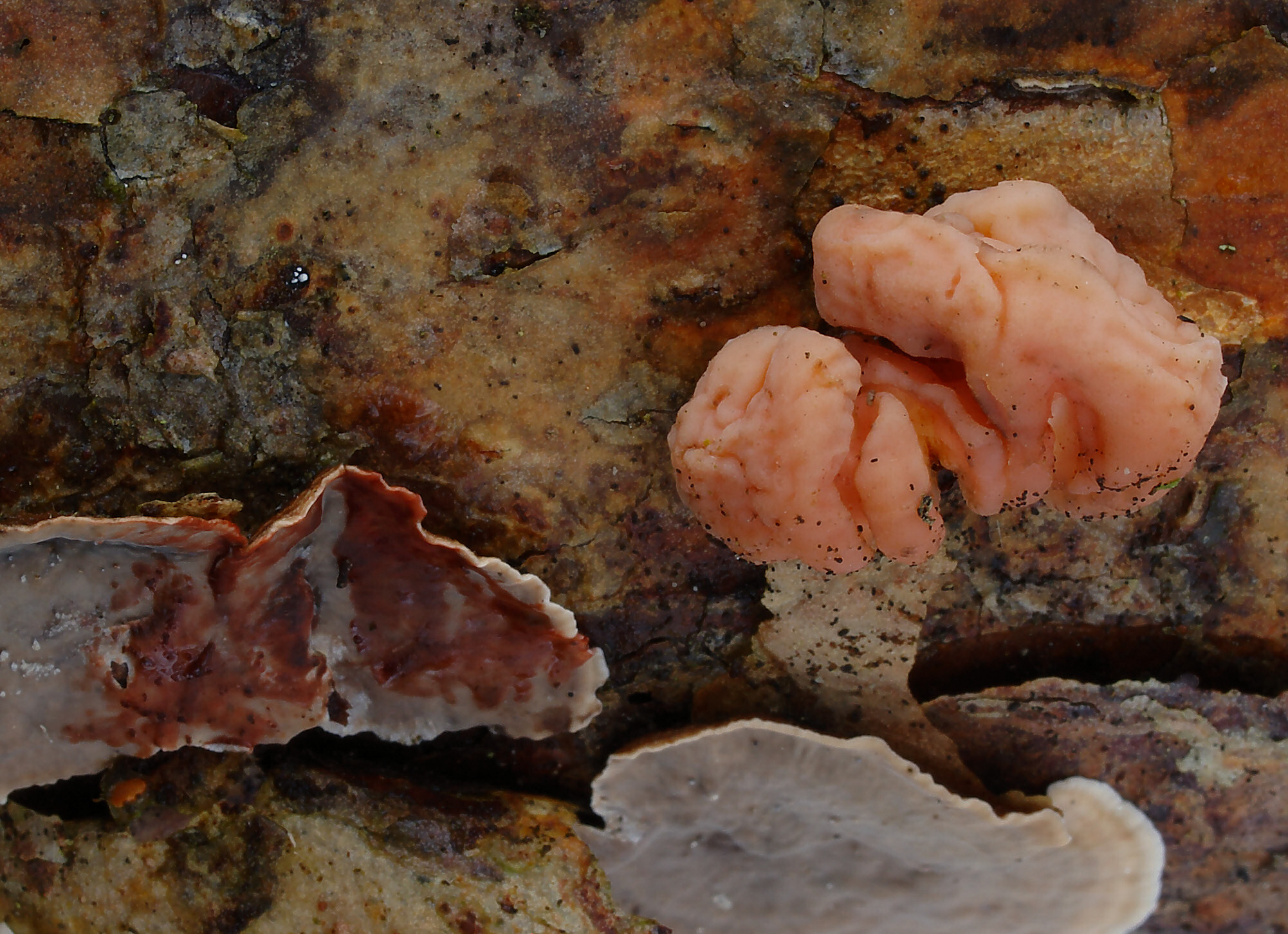
Trzęsak mózgowaty, obok skórnik krwawiący

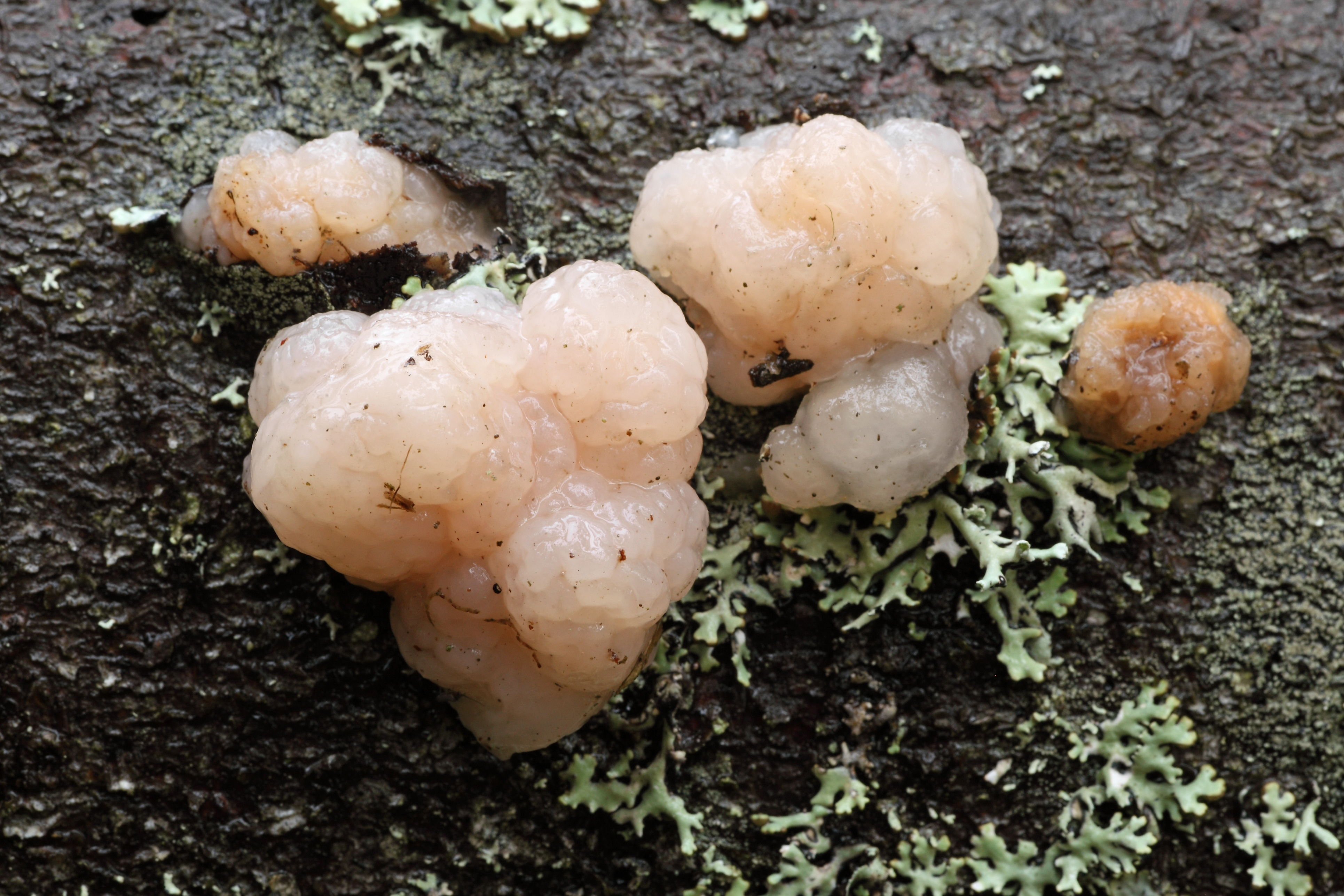

Trzęsak mózgowaty (Naematelia encephala (Pers.) Fr.) – gatunek grzyba należący do rzędu trzęsakowców (Tremellales).

## Systematyka i nazewnictwo
Pozycja w klasyfikacji według Index Fungorum: Naematelia, Naemateliaceae, Tremellales, Incertae sedis, Tremellomycetes, Agaricomycotina, Basidiomycota, Fungi.
Po raz pierwszy opisał go w 1801 r. Christiaan Hendrik Persoon, nadając mu nazwę Tremella encephala. W 1818 r. Elias Fries stwierdził, że wewnątrz jego owocników jest tkanka żywiciela i przeniósł go do rodzaju Naematelia, jednak przez mykologów gatunek ten przeważnie znany był pod nazwą nadaną przez Ch.H. Persoona. Współczesne badania bazujące na metodach genetyki i biologii molekularnej wykazały słuszność diagnozy E. Friesa. Synonimy naukowe:
- Naematelia encephaliformis (Willd.) Coker 1920
- Tremella encephala Pers. 1801
- Tremella encephaliformis Willd. 1788[3].

W polskim piśmiennictwie mykologicznym gatunek ten opisywany był jako kisielec cielisty i trzęsidło mózgowate. W 1977 r. Władysław Wojewoda nadał mu polską nazwę trzęsak mózgowaty, jest ona jednak niespójna z aktualną nazwą naukową.

## Morfologia
Owocnik
Średnica 0,5–3 cm, kształt kulisty lub nieregularnie kulisty, powierzchnia pomarszczona lub pofałdowana (jak w mózgu). Kolor od jasnoróżowego do brązoworóżowego. Do podłoża przyrasta bokiem. Wewnątrz owocnika znajduje się twardy rdzeń. Jest to guzowate zgrubienie miąższu skórnika krwawiącego (Stereum sanguinolentum), na którym trzęsak mózgowy pasożytuje, często całkowicie otaczając gospodarza.
Miąższ
Galaretowaty, dość twardy.
Zarodniki
Jajowate, eliptyczne lub niemal kuliste, bezbarwne i gładkie. Rozmiary 7,5–13 × 6–9 μm.
Gatunki podobne
- trzęsak dwuzarodnikowy (Tremella simplex), pasożytujący na owocnikach tarczówki bezkształtnej (Aleurodiscus amorphus)[5],
- trzęsak łzawnikowy (Tremella obscura) pasożytuje na owocnikach łzawnika (Dacrymyces)[5].

## Występowanie i siedlisko
Jest szeroko rozprzestrzeniony na półkuli północnej, ale stwierdzono jego występowanie także w Australii. W niektórych regionach Polski (np. w Karpatach) jest dość pospolity.
Jest grzybem nagrzybnym pasożytującym na skórniku krwawiącym. Pasożytnictwo to odkrył dopiero w 1961 r. amerykański mykolog Robert Bandoni. Według jego badań biała, wewnętrzna część trzęsaka zbudowana jest z przekształconej grzybni skórnika krwawiącego. Skórnik krwawiący rozwija się na martwym drewnie drzew iglastych. Najczęściej rośnie na sośnie i modrzewiu.